# Lady Danger
Lady Danger é uma personagem fictícia de história em quadrinhos estadunidense da DC comics. Criada por Robert Kanigher e Bob Oksner, apareceu pela primeira vez na revista Sensation Comics número 84 de dezembro de 1948. Essa revista ficou conhecida por trazer as aventuras da Mulher Maravilha e outras heroínas como Lady Danger, que substituiu a série de "Sargon, o mágico". Lady Danger, porém, teve apenas 10 aventuras, sendo substituída por "Doutora Pat" e "Romance Inc.". A última aventura foi desenhada por Carmine Infantino. Algumas das histórias foram republicadas na revista Superman's Girlfriend, Lois Lane em 1972. No Brasil a história original ("A pista de Shakeaspere") apareceu em "Superboy número 74" de junho de 1972, da EBAL. Apesar das reprises, não houve continuidade da série. A DC Comic lançou personagens conhecidas como Danger Girls, sem relação com Lady Danger.
Robert Kanigher era também editor da revista Sensation Comics e criou personagens de gêneros diversos tais como Cavaleiros da Galáxia (Knights of the Galaxy), Gêmeos do Gatilho (The Trigger Twins), as histórias de guerra de Gunner & Sarge e aventuras históricas com o Principe Viking (Viking Prince). Bob Oksner desenhou as séries da DC Comics Angel & the Ape e Leave It to Binky e as tiras de jornal Miss Cairo Jones e Dondi.

## Biografia ficcional[2]
"Lady Danger" era o apelido dado pela imprensa à modelo e filha de milionário aventureira Valerie Vaughn, cuja característica era seu penteado encaracolado e praticar feitos perigosos, como mergulhar ou saltar de paraquedas. Certo dia, ela resolve trabalhar e se candidata ao emprego de repórter no jornal "The City Press" (ou "Jornal da Cidade" conforme Ebal) mas o editor, Senhor Sparkes, lhe diz que só conseguirá o posto se trouxer uma boa reportagem ("um furo" ou "scoop"). Valerie então procura pelo detetive particular Gary Grath e acaba sendo envolvida num caso de roubo praticado por bandidos assassinos. Ao fazer a reportagem, ela consegue o emprego de repórter.